# Viðvík

Viðvík ("baie du bois" en féroïen) est une baie située sur la côte orientale de l'île de Viðoy, dans les îles Féroé.

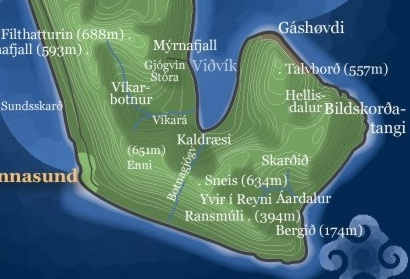
Carte de la partie méridionale de Viðoy

Comme son étymologie l'indique, elle doit son nom au bois (viður) flotté qui s'y échoue en grande quantité – et a valu à l'île tout entière sa dénomination d'« île du bois » (Viðoy).
La baie, dont les rives sont inhabitées, est également un site reconnu pour la pratique traditionnelle de la chasse collective au globicéphale noir mais l'on  n'en connaît que huit occurrences au cours de l'histoire (28 novembre 1804, 31 juillet 1815, 21 février 1829, 3 juillet 1833, 6 août 1847, 16 août 1942, 30 décembre 1971 et 27 septembre 1986).
Des randonnées pour Viðvík sont organisées de temps à autre au départ de Hvannasund, même s'il n'existe pas à proprement parler de piste qui y mène.